# 자기부정론
자기부정론(일본어: 自己否定論 지코히테이론[*])이란 일본 신좌파의 정치사상 중 하나다.
학생운동에 임하고 있는 운동가 자신도 실은 학생이라는 특권신분으로서 사회적 약자를 억압하고 있는 것이 아니냐는 의문에서 시작된다. 스스로 "학생"의 입장을 부정함으로써 "가해자성"을 극복하고 약자의 입장에 서야 한다고 한다. 이 자기부정론의 등장 이후 신좌파는 "사회적 약자와의 연대"를 내걸고 반차별 투쟁에 주력하게 되었다.
이 이론은 "일본인 = 범죄민족 = 민족정화되어야 할 민족"이라는 반일망국론 논리에 도착하게 되었다. 신좌파 활동가의 부모 조부모 세대는 일부 면제자를 제외하면 모두 일본군으로서 "일본 제국주의 침략"에 가담했기에, 그 침략자의 자손인 자신들은 약자인 "아시아 인민"들에 대한 원죄를 지고 있는 일제 본국인과 다를 바 없다. 그렇기에 자신들이 해야 하는 것은 자신들이 소속된 "범죄국가" 일본과 "범죄민족" 일본인을 철저히 단죄말살해야 하는 것이다. 그렇지 않으면 아시아 인민에 대한 속죄는 영원히 성립하지 않기 때문이다.
일본 및 일본인은 수없는 범죄를 쌓아온 추악한 국가이고 민족이며, 그 존재가치가 전혀 없기 때문에 적극적으로 민족의식, 국민의식을 버리고 스스로 비국민이 되어 반일투쟁에 몸을 던지게 된다. 따라서 1970년대에는 신좌익(동아시아 반일무장전선 등)에 의한 반일테러가 잇따랐다. 이것은 경찰관계자 등 권력측 뿐 아니라 일반 일본인도 "자기부정하려 하지 않는 도덕적 열위자"로서 단죄의 대상으로 규정되었기 때문이다. 동아시아 반일무장전선의 소책자 복복시계에서는 “일제 본국의 노동자, 시민은 식민지 인민들과 일상적으로 끊임없이 적대하는 제국주의자, 침략자이다”라고 쓰여 있다.

## 참고 문헌
- 鈴木英生『新左翼とロスジェネ』集英社、2009年。ISBN 978-4-08-720488-9。
- やっていない俺を目撃できるか!編集委員会編『やっていない俺を目撃できるか! 北海道庁爆破犯人デッチ上げ事件』三一書房、1981年。ISBN 4-380-81238-3。
- 内藤酬「全共闘の思想性 絶対他力と自己否定」『季報 唯物論研究』101号、季報「唯物論研究」刊行会、2007年、131-143頁。NAID 40015666377。
- 外山恒一『青いムーブメント ―まったく新しい80年代史―』彩流社、2008年。ISBN 978-4-7791-1336-9。